# Szlovéniai légi rendészet
A szlovéniai légi rendészet folyamatos NATO légtérvédelmi riadókészültség (QRA) Szlovénia légterének védelme érdekében, amelyet az ország létrejötte óta aktívan nem tud ellenőrizni. 2004-ben csatlakozott a NATO-hoz, mellyel együtt annak integrált légvédelmi rendszeréhez (NATINADS) is, annak szerves részét képezi, ezért a katonai szervezet erre szerződött tagjai látják el a balkáni ország légvédelmét. Koordinálásukat a NATO kombinált légi műveleti központja (CAOC) látja el ramsteini főparancsnoksággal. Ez a tevékenység a NATO három légi rendészeti vállalásának egyike; a legrégebbi a Baltikumban áll fenn 2004. óta, a másik pedig Izland légterét biztosítja időszakosan.
A kezdetekkor az Olasz Légierő szerződött a légi rendészeti feladatok ellátására, olaszországi repülőterekről. 2015-től a Magyar Légierő kecskeméti JAS 39 Gripen vadászrepülőgépei fogják ezt a feladatot átvállalni, honi támaszpontjukról áttelepülés nem lesz szükségszerű, a hatósugár elégséges lesz a célok eléréséhez. A magyar féllel kötendő szerződés szándéknyilatkozatát 2012 novemberében jelentették be, majd 2013 júliusában kitűzték az időpontot a 2014-es évre, amely 2015-re módosult. Albániával is kötött a NATO légi rendészeti szerződést 2009-ben, melyet az olasz és a görög légierő lát el felváltva.